# Fort Halifax
Le fort Halifax est un ancien ouvrage militaire construit lors de la guerre de la Conquête pour le gouvernement du Massachusetts. Il se trouve au confluent des rivières Sébasticook et Kennebec, dans l'actuel État du Maine. L'essentiel de l'ouvrage a été détruit dès le début du XIXe siècle. Cependant, un fortin a subsisté jusqu'en 1987, date a laquelle il a été emporté par une inondation et reconstruit. Le site est classé National Historic Landmark.  

## Historique
Le site se trouve sur une péninsule au confluent des rivières Sébasticook et Kennebec. Il fait partie de la garnison de la province du Massachusetts en 1754-1755 au début de la guerre de Sept Ans. La construction a été réalisée par le major John Winslow arrivé sur les lieux le 25 juillet 1754 avec 600 soldats. La palissade fut construite pour empêcher les Canadiens et leurs alliés amérindiens de se servir de la vallée de Kennebec pour attaquer leurs établissements. Le fortin, qui a survécu, est le plus ancien des États-Unis.